# ألن ألدا

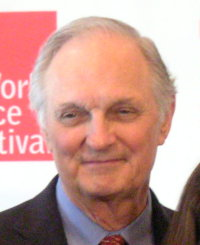
ألن ألدا

ألن ألدا (بالإنجليزية: Alan Alda) ولد يوم 28 يناير 1936، مدير تلفزيون وكاتب سيناريو أمريكي. ولد في 28 من شهر يناير لسنة 1936، في برونكس بنيويورك، وقد بدأ حياته المهنية في عام 1950، وحصل على عدة جوائز منهاجائزة إيمي 6 مرات في الأعوام 1972 مرتان، و1979 و1977 و1982و2006 وجائزة غولدن غلوب 6 مرات أيضاً في الأعوام 1975 و1976 و1980 و1981 و1982 و1983، وجائزة DGA ثلاث مرات في الأعوام 1983 و1977 و1982 بالإضافة إلى عدة جوائز أخرى.

## نشأته
وُلد ألدا باسم ألفونسو جوزيف ديبروزو في 28 يناير 1936 في برونكس، نيويورك. أمضى ألدا طفولته مع والديه المسافرين حول الولايات المتحدة تأييدًا لوظيفة والده الذي عمل مؤديًا في المسارح الهزلية. كان والده روبرت ألدا (المولود باسم ألفونسو جيوسيبي جيوفاني روبيرتو ديبروزو) ممثلًا ومغنيًا، وكانت والدته جوان براون ربة منزل وفائزة سابقة في مسابقة جمال. والده من أصل إيطالي ووالدته من أصل أيرلندي. يُعد لقبه المُعتمد، «ألدا»، لفظًا منحوتًا من ألفونسو وديبروزو.
عندما كان ألدا في السابعة من عمره، أُصيب بشلل الأطفال. لمكافحة هذا المرض، تولى والداه إدارة نظام علاج مؤلم طورته الممرضة إليزابيث كيني، ويتألف من وضع ملائات صوفية ساخنة على أطرافه وتمديد عضلاته. التحق ألدا بمدرسة أسقفية ستيبيناك الثانوية في وايت بلينس، نيويورك، وفي عام 1956، حصل على شهادة البكالوريوس في الآداب باللغة الإنجليزية من جامعة فوردهام في برونكس، حيث كان أحد موظفي محطة راديو إف إم التابعة للجامعة، دبليو إف يو في. اتخذ أخ ألدا غير الشقيق، أنتوني ألدا، المولود في ذلك العام (1956)، من التمثيل مهنة له أيضًا.
في سنته الإعدادية، درس ألدا في باريس، ومثّل في مسرحية في روما، وأدى أدوارًا مع والده على شاشة التلفزيون في أمستردام. في الكلية، كان عضوًا في هيئة تدريب ضباط الاحتياط، وبعد تخرجه، خدم لمدة عام في فورت بينينغ، ثم ستة أشهر في احتياطي جيش الولايات المتحدة في جولة للواجب العسكري في كوريا.

## مسيرته المهنية

### بداية مهنة التمثيل
بدأ ألدا مسيرته المهنية في خمسينيات القرن العشرين، فعمل عضوًا في كومباس بّلايرز، وهو عرض كوميديا مرتجلة، من إخراج بول سيلز. انضم إلى شركة تمثيل في كليفلاند بّلاي هاوس خلال موسم 1958-1959 ضمن منحة مُقدمة من مؤسسة فورد، وظهر في إنتاجات متعددة مثل تو دوروثي آ سُن، وهيفين كَم وينزداي، ومونيك، وجوب. في عام 1958، ظهر ألدا بدور كارليل ثومسون الثالث في مسلسل ذا فيل سيلفرز شو في حلقة «بيلكو ذي آرت لوفر». في نوفمبر 1964، في العرض العالمي الأول للنسخة المسرحية لفيلم ذي أول آند ذا بّوسي كات في مسرح أوغست ويلسون، لعب ألدا دور فيليكس «البومة» أمام الممثلة المغنية ديانا ساندز التي لعبت دور «الهرة». استمر في تأدية دور فيليكس «البومة» لموسم برودواي لعام 1964-1965. في عام 1966، لعب دور البطولة في المسرحية الموسيقية ذي أبّل تري على مسرح برودواي، التي كانت من بطولة باربرا هاريس أيضًا، ورُشح لجائزة توني بصفته أفضل ممثل في مسرحية موسيقية لهذا الدور.
كان ألدا جزءًا من فريق تمثيل النسخة التلفزيونية الأمريكية لبرنامج ذات واز ذي ويك ذات واز، إلى جانب ديفيد فروست وهنري مورغان وباك هنري، عُرض على شكل مسلسل من 10 يناير 1964 إلى مايو 1965. كان أول ظهور له في هوليوود بصفته ممثلًا مساعدًا في فيلم غون آر ذا دايز! وهو النسخة السينمائية من مسرحية برودواي بّيورلي فيكتوريوس، الذي شارك في بطولته كل من روبي دي وزوجها أوسي ديفيس. تلى ذلك أدوار في أفلام أخرى، كتمثيله لدور المؤلف والكاتب الهزلي والممثل، جورج بليمبتون، في فيلم بّيبّر لايون (1968)، وكذلك فيلم ذي إكسترا أورديناري سيمان (1969)، وفيلم الإثارة والتشويق والجريمة الغامضة، ذا مافيستو والتز، إلى جانب الممثلتين جاكلين بيسيه وباربرا باركينز. في هذا الوقت، ظهر ألدا بشكل متكرر بصفته مشاركًا في برنامج المسابقات  وت إز ماي لاين؟ في عام 1968. وظهر أيضًا مشاركًا في برنامج آي هاف غوت أ سيكريت خلال الترويج له في عام 1972.

## روابط خارجية
- ألن ألدا على موقع IMDb (الإنجليزية)
- ألن ألدا على موقع الموسوعة البريطانية (الإنجليزية)
- ألن ألدا على موقع روتن توميتوز (الإنجليزية)
- ألن ألدا على موقع مونزينجر (الألمانية)
- ألن ألدا على موقع ألو سيني (الفرنسية)
- ألن ألدا على موقع ميوزك برينز (الإنجليزية)
- ألن ألدا على موقع تيرنر كلاسيك موفيز (الإنجليزية)
- ألن ألدا على موقع أول موفي (الإنجليزية)
- ألن ألدا على موقع بوكس أوفيس موجو (الإنجليزية)
- ألن ألدا على موقع قاعدة بيانات برودواي على الإنترنت (الإنجليزية)
- ألن ألدا على موقع قاعدة بيانات برودواي على الإنترنت (الإنجليزية)